# Дементьев, Иван Павлович
Ива́н Па́влович Деме́нтьев (24 июня 1912, дер. Берег, Вологодская губерния — 5 сентября 1944, Одесса) — советский матрос, автоматчик 384-го отдельного батальона морской пехоты Одесской Военно-морской базы Черноморского флота, Герой Советского Союза (1945).

## Биография
Иван Павлович родился 24 июня 1912 года в деревне Берег (ныне Котласского района Архангельской области) в семье русского крестьянина. После получения начального образования работал в Котласе молотобойцем, кузнецом, котельным машинистом. Затем ходил на пароходах Северного и Печорского речных пароходств.
В 1934 году был призван на срочную службу в ряды Красной Армии. Службу Иван Павлович проходил в ВМФ на эскадренном миноносце «Яков Свердлов». В 1936 году демобилизовался.
В самом начале Великой Отечественной войны, июле 1941 года, был вновь призван в армию. Служил сначала на тральщике ТЩ-35 Северного флота, затем в августе 1942 года был переведён в морскую пехоту Черноморского флота.
В апреле 1943 года был направлен в 384-й отдельный батальон морской пехоты Черноморского флота, и осенью того же года участвовал в десантных операциях по освобождению Таганрога, Мариуполя и Осипенко. В этих боях был дважды тяжело ранен.
Во второй половине марта 1944 года вошёл в состав десантной группы под командованием старшего лейтенанта Константина Фёдоровича Ольшанского. Задачей десанта было облегчение фронтального удара советских войск в ходе освобождения города Николаева, являвшегося частью Одесской операции. После высадки в морском порту Николаева отряд в течение двух суток отбил 18 атак противника, уничтожив около 700 гитлеровцев. В этих боях погибли почти все десантники, а Дементьев был тяжело ранен.
Указом Президиума Верховного Совета СССР от 20 апреля 1945 года за образцовое выполнение боевых заданий командования на фронте борьбы с немецкими захватчиками и проявленные при этом отвагу и геройство матросу Ивану Павловичу Дементьеву было присвоено звание Героя Советского Союза.
После выздоровления продолжил участие в Великой Отечественной войне в составе 384-го батальона морской пехоты. 24 августа 1944 года был ранен во время проведения десантной операции около села Жебряины Одесской области и 5 сентября 1944 года умер в госпитале Одессы.

## Награды
- Золотая Звезда Героя Советского Союза;
- орден Ленина;
- орден Красного Знамени;
- орден Отечественной войны 1-й степени;
- медали.

## Память
- В Николаеве в честь Героев открыт Народный музей боевой славы моряков-десантников, воздвигнут памятник.
- Именем И. П. Дементьева назван буксирный теплоход Министерства речного флота РСФСР.
- В честь героя получила название улица в Омске.